# Richard Wright
Richard William Wright (28. juli 1943 – 15. september 2008), også kendt som Rick Wright, var keyboard-spiller i rockgruppen Pink Floyd. Han var medlem fra omkring 1965, indtil Roger Waters fyrede ham under indspilningen af The Wall, men han fortsatte dog som betalt musiker under The Wall-turneen. Han spillede også med på A Momentary Lapse of Reason og den efterfølgende turné og blev fuldgyldigt medlem af Pink Floyd igen til indspilningen af The Division Bell og den efterfølgende P-U-L-S-E-turné.
Wright var kendt for sine lange, ekstravagante synthesizer-passager og sit brug af hammondorglet.

## Soloalbums
- Wet Dream (1978)
- Identity (under bandnavnet Zee sammen med Dave Harris) (1984)
- Broken China (1996)